# Armando Holzapfel
Armando Holzapfel Álvarez (n. Carahue, 1 de octubre de 1902 - † Santiago, 29 de diciembre de 1969) fue un abogado, político y diputado chileno.

## Primeros años de vida
Fue hijo de don Oliverio Holzapfel y doña Eusebia Álvarez Sáez. Estudió en los Liceos de Temuco y de Concepción. Ingresó a la Facultad de Derecho de la Universidad de Chile y juró como abogado, el 4 de enero de 1934; su tesis se tituló “Traslación y evasión de impuestos”.

### Matrimonios e hijos
Se casó el 25 de febrero de 1929, con Luisa Ugalde Vargas. En segundas nupcias desde el 23 de junio de 1953, estuvo casado con Adriana Picarte Recabarren. Con ambas tuvo descendencia. En el caso de Adriana Picarte Recabarren, estos engendraron dos hijos. Armando Enrique Holzapfel Picarte' 23 de enero de 1951 y  Carmen Alejandra Holzapfel Picarte 1 de agosto de 1953. El hijo mayor Armando Enrique Holzapfel Picarte está casado con Milagros Ester Herrera Astorga 17 de mayo de 1949 Con la cual engendró dos hijos. La mayor, Marcela Verónica Holzapfel Herrera 30 de noviembre de 1975 engendró una hija, Julieta María Beltrán Holzapfel 30 de abril de 2010. El hermano menor, Armando Eduardo Holzapfel Herrera 7 de diciembre de 1980 Engendró tres hijos junto a su esposa Consuelo Sánchez Dueñas 18 de febrero de 1984, sus nombres:Tomás Holzapfel Sánchez 13 de febrero 2008, Armando Holzapfel Sánchez 06 de agosto 2010 y Lucía Holzapfel Sánchez 29 de enero 2013.
En relación con su querida hija 'Carmen Alejandra Holzapfel Picart'e estuvo casada con José Rolando Fuica Lorca con quien contrajo matrimonio el año 1977 en la ciudad de Postdam, con quien tuvo a sus hijos Paula Nieves Fuica Holzapfel nacida el 08 de Febrero de 1977 y Andrés Fuica Holzapfel nacido el 11 de Septiembre 1979 ambos nacidos en la ciudad de Leipzig. Paula Nieves Fuica Holzapfel es madre  de Giriraj Das Rodriguez Fuica nacido en la ciudad de Vicuña el 01 de Agosto del 2000,Sofia Aranza Sagredo Fuica nacida el 06 de Junio de 2011 y León Alejandro Sagredo Fuica nacido el 24 de Julio del 2013, ambos nacidos en la ciudad de Santiago.

## Vida pública
Trabajó en el departamento administrativo del Ministerio de Educación (1924-1931). Ejerció libremente la profesión de abogado, primero en la capital, luego se trasladó a Nueva Imperial.
Militante del Partido Radical, llegó a ser su presidente en la provincia de Malleco. Regidor de la Municipalidad de Nueva Imperial.
Generalísimo de la campaña senatorial de Cristóbal Sáenz Cerda, en 1937. En 1938 participó de una elección complementaria para llenar la vacante de Rudecindo Ortega Mason, diputado que había asumido como Ministro de Educación Pública. Logró 12.228 votos, venciendo al candidato agrario, Fortunato Navarro Herrera, asumiendo en la Cámara de Diputados el 10 de marzo de 1939, hasta terminar el período legislativo restante.
Elegido Diputado en propiedad, por la agrupación departamental de "Imperial, Temuco y Villarrica", para el periodo 1941-1945, siendo reelecto en el período siguiente (1945-1949).
En ambos períodos formó parte de la Comisión permanente de Gobierno Interior, la de Constitución, Legislación y Justicia, y la de Educación Pública.
Nuevamente Diputado para el período 1957-1961 y el siguiente 1961-1965, por la agrupación departamental de Temuco, Nueva Imperial y Villarrica, integrando la Comisión permanente de Educación Pública y de Gobierno Interior.
Entre las mociones que presentó en la Cámara se destacan:
- Fijación de normas sobre la inamovilidad de los empleados particulares, 1948.
- Creación de medidas para la separación de los servicios de Registro civil e Identificación, 1957.
- Modificación de las disposiciones sobre la previsión de los abogados, 1959.
- Creación del Fondo Nacional de Reconstrucción, Auxilio y Rehabilitación de las Zonas Devastadas por el Sismo de mayo de 1960.
- Destinación de recursos para la Sociedad Chilena de Obstetricia y Ginecología, 1962 y 1963.
- Establecimiento de normas para el fomento del turismo en la zona sur, 1963.

En 1960 visitó Alemania Oriental, como presidente de una delegación parlamentaria chilena.